# Mattia Drudi
Mattia Drudi, född den 16 juli 1998 i Rimini, är en italiensk racerförare som tävlar med förarlicens från San Marino.

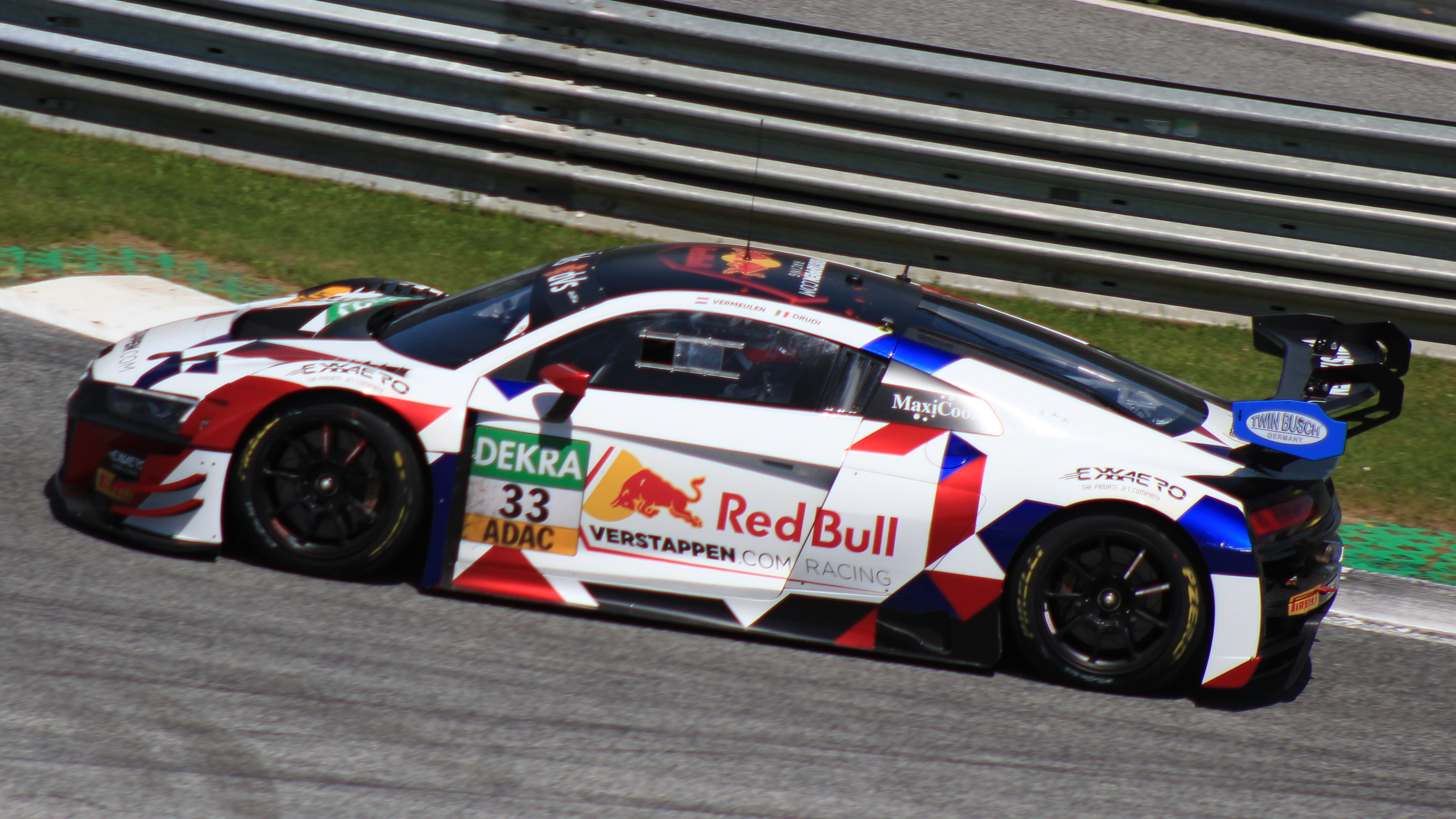
Drudi på Red Bull Ring.